# Hollywood Roosevelt Hotel
O Hollywood Roosevelt Hotel é um hotel histórico projetado no estilo neocolonial hispano-americano, localizado no número 7 000 da Hollywood Boulevard em Hollywood, Los Angeles, Califórnia. Nomeado com o nome do presidente dos Estados Unidos Theodore Roosevelt e financiado por um grupo incluindo Douglas Fairbanks, Mary Pickford e Louis B. Mayer, sua inauguração ocorreu em 15 de maio de 1927. Tendo custado $ 2,5 milhões de dólares (US$ 34 100 000 pela inflação atual), o prédio abriga 300 quartos e suítes. Atualmente, ele é gerenciado pela Thompson Hotels.
Após uma importante obras de restauro em 2005 supervisionado por Dodd Mitchell, o Hollywood Roosevelt passou a ter mais destaque nos filmes e na vida noturna de Hollywood. Tem havido um recente aumento na popularidade com os jovens de Hollywood nos últimos anos, graças a boate da Teddy, que está localizado no lobby principal do hotel.

## História
O Hollywood Roosevelt Hotel sediou a apresentação do primeiro Oscar em 1929, dentro de seu salão de baile Blossom. Cerimônias posteriores eram muito maiores do que este banquete para 270 pessoas, por isso nunca houve uma tentativa de sediar a premiação no hotel pela segunda vez.
A atriz Frances Farmer foi convidada de honra em 1958 depois de aparecer em This Is Your Life. Marilyn Monroe era um residente no Hollywood Roosevelt durante dois anos quando sua carreira de modelo decolou. Sua primeira sessão de fotos foi feita no hotel. A piscina remodelada do local contém um mural subaquático pintado por David Hockney.

## Assombrações alegadas
Tem havido muitos rumores de assombrações no hotel. Alguns envolvem celebridades, como Marilyn Monroe, Montgomery Clift e Errol Flynn. Outras envolvem uma menina em um vestido azul. Houve também relatos de pontos frios, "esferas" fotográficas, e telefonemas misteriosos para o operador do hotel.

## Residentes notáveis
Clark Gable e Carole Lombard pagavam cinco dólares por noite na cobertura do Hollywood Roosevelt, agora chamada de Cobertura de Gable & Lombard. Há também uma Suíte Marilyn Monroe no hotel. A atriz Elizabeth Patterson viveu no hotel durante 35 anos de sua carreira cinematográfica.